# 火星14

火星14の初回及び2回目のロフテッド軌道比較図

火星14（かせい14、朝鮮語: 화성-14）は、朝鮮民主主義人民共和国（北朝鮮）が開発した大陸間弾道ミサイル（ICBM）。NATOコードネームはKN-20。

## 発射履歴

### 最初の発射

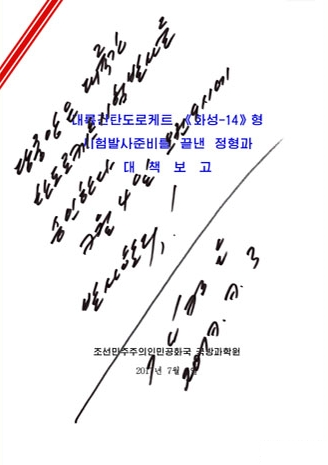
火星14の発射命令書（7月3日付）。金正恩の直筆で「党中央は大陸間弾道ロケット試験発射を承認する。7月4日午前9時に発射せよ！ー金正恩 2017.7.3」と書いてある。

2017年7月4日の日本時間9時39分頃に、北朝鮮が北西部・平安北道の亀城（クソン:구성）付近から弾道ミサイルを発射し、ミサイルは40分間飛行した後に日本海の日本の排他的経済水域（EEZ）内に落下した。
同日15時30分に朝鮮中央テレビが「特別重大放送」を行い、最高指導者で朝鮮労働党委員長の金正恩立ち合いの下で同国で初となる大陸間弾道ミサイルの「火星14」を発射したこと、ミサイルは意図的に高い軌道をとるロフテッド軌道で打ち上げられ、高度2,802km、水平距離933kmを39分間飛行して実験が成功したこと、同国が世界中のあらゆる場所を打撃できる大陸間弾道ミサイルと核兵器を保有したこと、堂々たる核強国としてアメリカ合衆国の核の威嚇を終息させることを発表した。また16輪の移動式発射機からミサイルが発射される映像も異例の速さで公開した。当初、アメリカ当局者は初期段階の分析として中距離弾道ミサイル（IRBM）の発射であったと見ていたが、北朝鮮の発表を受けて関係国と共に詳しい分析を続けるとし、翌日の日本時間5日朝にレックス・ティラーソン国務長官が「北朝鮮の大陸間弾道弾発射を強く非難する」との声明を発表し、米政府として「火星14」がICBMだったことを認めた。北朝鮮発表の高度と水平距離が正確であると仮定するならば、火星14が通常軌道で発射された場合の射程は8,000km以上となり、アメリカ太平洋軍司令部のあるハワイやアラスカ全域に届くほか、8,200km以上ならシアトルにも届くことになり、アメリカ本土の大都市を核攻撃することができる技術を獲得した可能性があるということになる。
発射翌日の7月5日、朝鮮中央通信は、ミサイルに新型の第2段エンジンが使用され、弾頭が大気圏再突入時の高温や振動に耐えて起爆装置も正常に作動したとして、同技術が実証されたことを発表した。また金正恩がアメリカ独立記念日と同日の発射について「米国が非常に不快に思ったろう」「今後も大小の贈り物をしばしば送ってやろう」と発言し、ミサイル発射を継続する意思を示したという。

### 2回目の発射

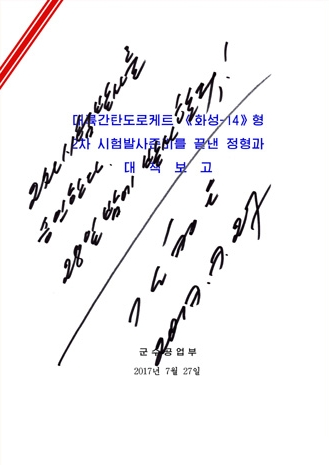
火星14の発射命令書（7月27日付）。金正恩の直筆で「2回目の試験発射を承認する。28日夜に発射せよ！ー金正恩 2017.7.27」と書いてある。

2017年7月28日23時41分頃、北朝鮮が慈江道舞坪里（ムンピョリ）から火星14の2度目の発射実験を行い、弾頭は日本海の日本の排他的経済水域内に落下した。翌29日、北朝鮮国営メディアが、前日に発射された火星14がロフテッド軌道で高度3724.9km、水平距離998kmを47分12秒間飛行したこと、金正恩が発射に立ち会ったこと、射程を伸ばすために増やしたロケットエンジンの特性と改善された誘導・安定化システムの正確性や信頼性が実証されたことを発表した。弾頭の軌道が最初の発射に比べて高度で923km、水平距離で65km延伸し、飛行時間が8分延長していることから、通常軌道で発射された場合の射程は9,000kmから10,000kmで、アメリカで2番目の人口を抱える西部（西海岸）のロサンゼルスの他、デンバーや3番目の人口を抱える中西部のシカゴ（分類上は中西部だが位置的には東海岸寄り）をも射程に収めたと考えられている。この成功は在日本朝鮮人総聯合会からも祝賀され、「われわれの胸には今、われわれの運命であり未来である金正恩委員長への熱い感謝の情が限りなく込み上げている」「総連と在日同胞はわが国の尊厳と生存権を抹殺しようと襲いかかる米国とその追随勢力が白旗を掲げて降伏書を捧げる時まで息づく間もない強打を加えながら必ず最後の勝利を収めるために疾走する無敵の白頭山強国の海外公民としてのこの上ない光栄を抱いて祖国と息づかいも歩幅も共にする」などを記した手紙を金正恩に送った。

## 火星シリーズ
北朝鮮では、スカッドBは火星5、スカッドCは火星6、ノドンは火星7、ムスダンは火星10、2017年5月に発射した中距離弾道ミサイルは火星12と呼ばれている。2017年11月29日に発射した全米を射程圏とするICBMは火星15と呼ばれている。